# Isselburg
Isselburg ['ɪsəlˌbuɐ̯k] – miasto w Niemczech, w kraju związkowym Nadrenia Północna-Westfalia, w rejencji Münster, w powiecie Borken. W 2010 roku miasto liczyło 11 196 mieszkańców.